# Milan Geduldík
Milan Geduldík (* 1952) je bývalý český fotbalista, útočník.

## Fotbalová kariéra
V československé lize hrál za Baník Ostrava. Nastoupil ve 2 ligových utkáních. Gól v lize nedal. V Poháru UEFA nastoupil v 1 utkání proti FC Nantes. Do Baníku přišel z Karviné.

## Ligová bilance
| Ročník                                   | Zápasy | Góly | Klub          |
| ---------------------------------------- | ------ | ---- | ------------- |
| 1. československá fotbalová liga 1973/74 | 1      | 0    | Baník Ostrava |
| 1. československá fotbalová liga 1974/75 | 1      | 0    | Baník Ostrava |
| CELKEM                                   | 2      | 0    |               |